# Nueva Jerusalén

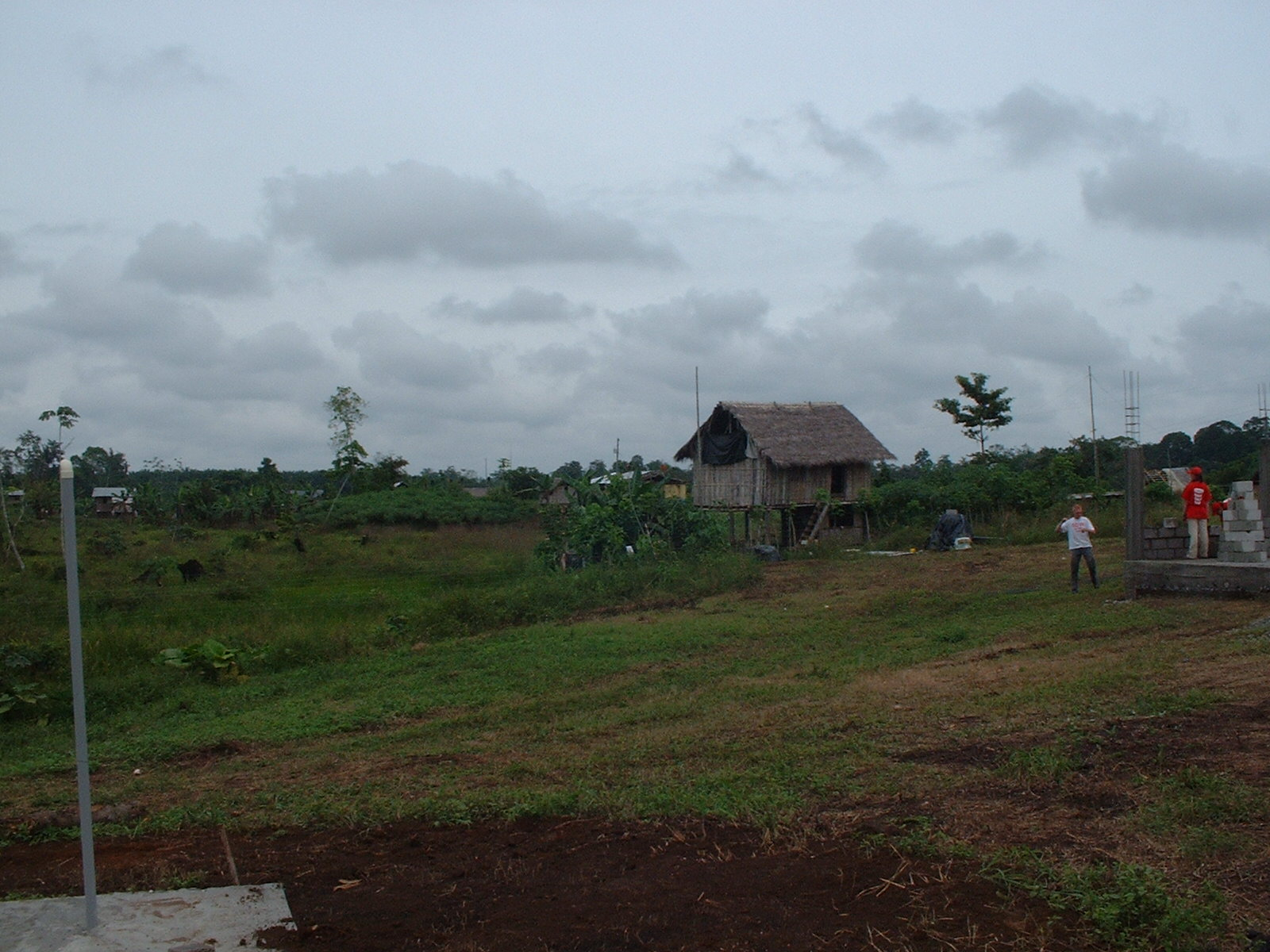
Nueva Jerusalén

Nueva Jerusalén is een plaats met ongeveer 5.000 inwoners op het platteland van Ecuador,  in de parochie (parroquia) Rosa Zárate, kanton Quinindé. Nueva Jerusalén is een uitgestrekt gebied waar veel kleine cacao- en bananenplantages zijn. Er is een soort centrum, bestaande uit een voetbalveldje met daaromheen een kerkje, een schooltje, een winkeltje en een paar huizen. De gemeente ligt zeer afgelegen. Vaste telefoon is niet beschikbaar en er komt ook geen postbode. Ten oosten van de gemeente ligt een grote palmolieplantage van het bedrijf Agrosexta.
In de zomer van 2006 heeft een groep Nederlanders er voor de organisatie World Servants een gebouw neergezet voor een agrarisch coöperatief centrum, dat wordt opgezet door de organisatie MCCH om de lokale boeren te helpen, zodat ze kunnen handelen.